# Gymnocalycium mihanovichii

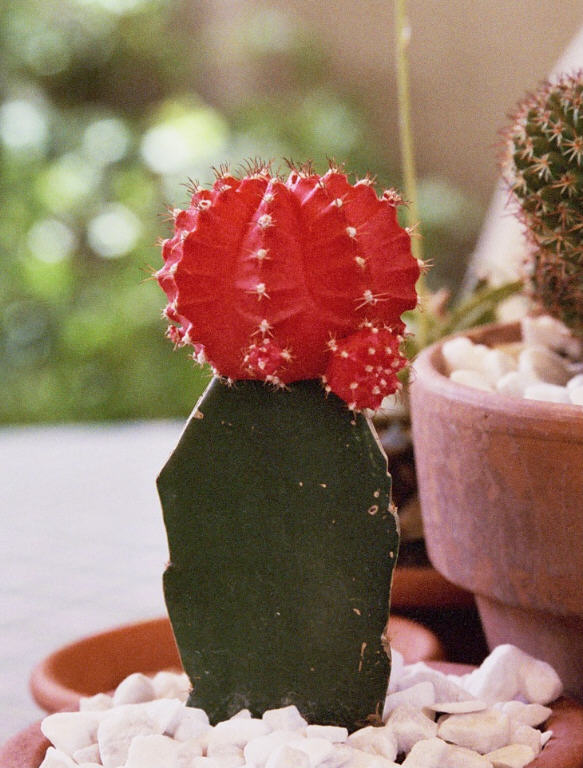
Rubinkaktusz

A Gymnocalycium mihanovichii a valódi kaktuszok (Cactaceae) Trichocereeae nemzetségcsoportjának Gymnocalycium nemzetségébe tartozó gömbkaktusz faj.

## Elterjedése
A faj törzsváltozata Paraguay Bahia Negra tagállamában honos.

## Megjelenése, felépítése
Mindössze 4–6 cm-esre növő, kissé lapított testű kaktusz. Kültakarójának színe általában a pirosasbarnától a szürkészöldig változik; gyakran egyetlen növényen is, jellemzően vízszintes sávokban. Nyolc bordája fölül keskeny, éles, lefelé kiszélesedik; ettől a kaktusz fölülnézetben csillag alakú. Areoláin csak kevés töviske nő, és többnyire ezek is lehullanak.
Bimbója hengeres. Hosszú cső végén ülő, tölcsér alakú, sárgászöld virágainak átmérője mintegy 4 cm.

## Életmódja
Ha megfelelően gondozzák, kora nyártól késő őszig szinte folyamatosan virágzik. Magoncai többnyire már hároméves korukban termőre fordulnak.

## Ismertebb változatok

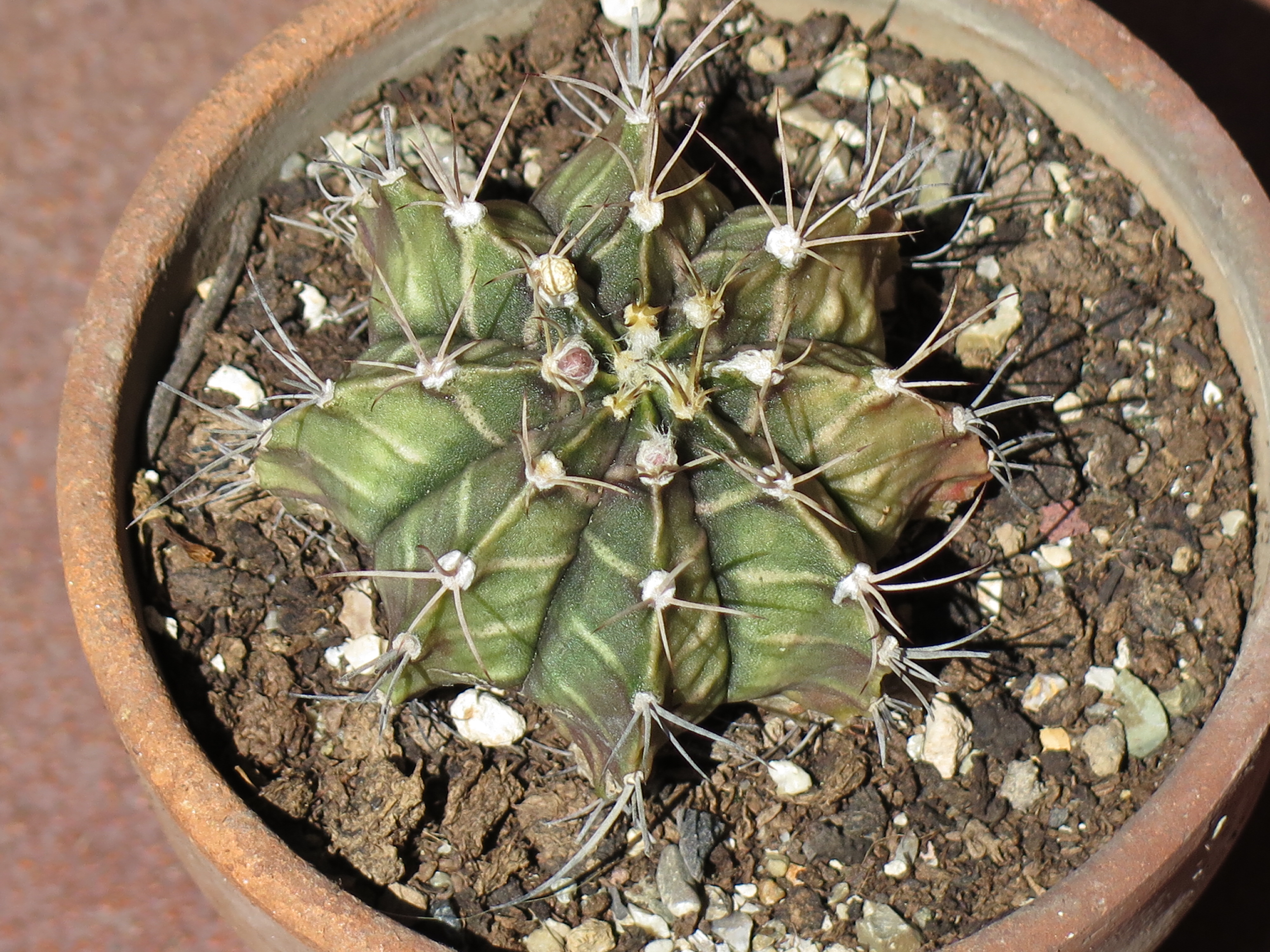

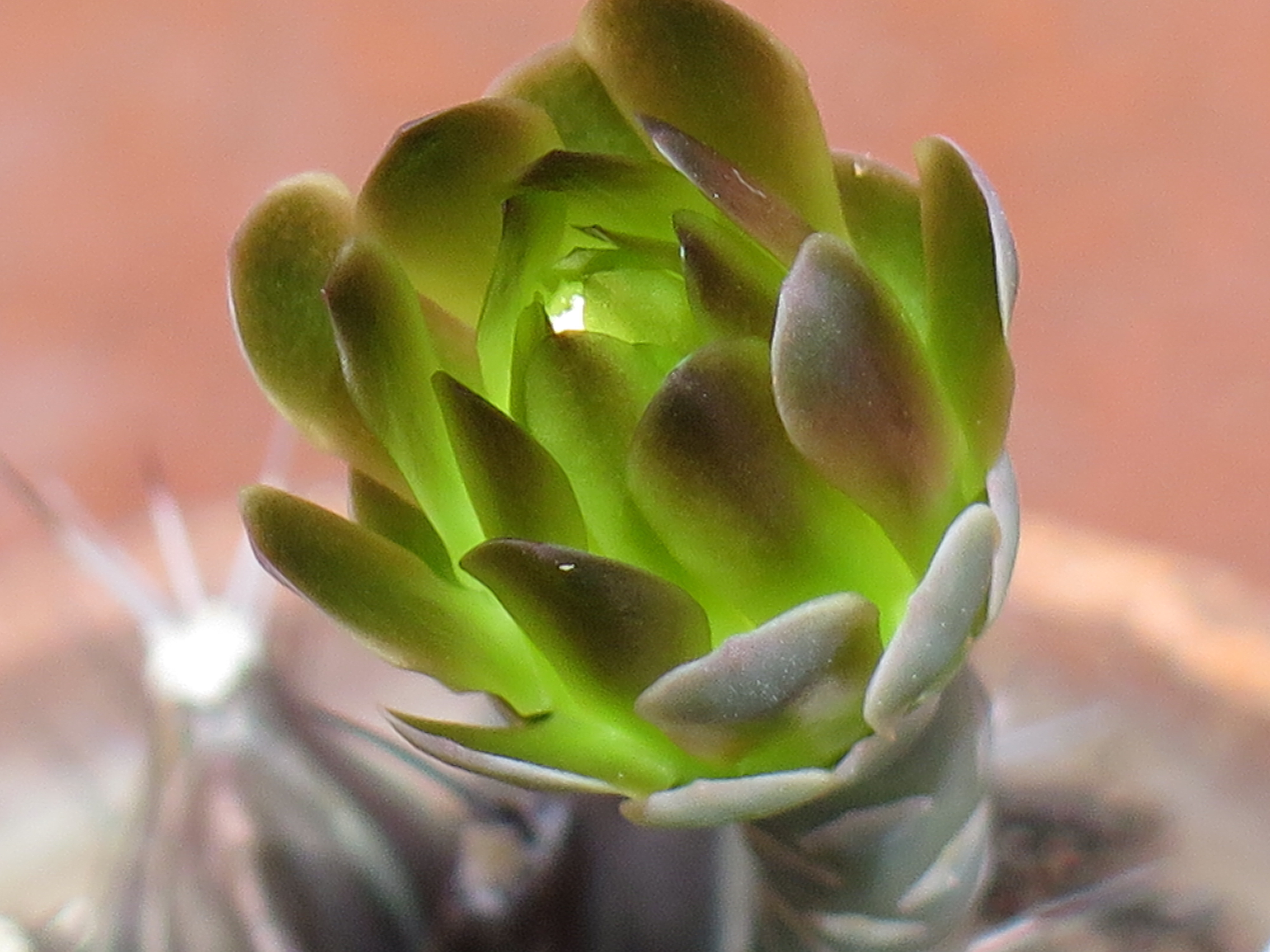
A virág

- Gymnocalycium mihanovichii f. cristata: a tenyészcsúcs növekedési zavara miatt torz, kakastaréj alakú változat.
- Gymnocalycium mihanovichii Friedrichii: a törzsfajnál sávosabb,
- Gymnocalycium mihanovichii f. rubra, közismert nevén Gymnocalycium mihanovichii Hibotan, magyar nevén: rubinkaktusz: a klorofillhiány miatt élénkpiros színű változat. Mivel nem tud fotoszintetizálni, csak oltványként maradhat életben. Bőven fejleszt sarjakat, amikről vegetatívan tovább szaporítható. A kaktuszok oltásához általában használt alanyok közül a Peireskiopsis fajok nem felelnek meg neki. A frissen oltott példányokban átmenetileg megjelenhet némi klorofill, barnásra színezve a kaktuszt, de ahogy erőre kap, a klorofill ismét eltűnik belőle, és a növény visszanyeri élénkpiros színét. Narancsszínű és rózsaszínű változata is van.